# Доротея Марія Саксен-Веймарська
Доротея Марія Саксен-Веймарська (нім. Dorothea Maria von Sachsen-Weimar, 14 жовтня 1641 — 11 червня 1675) — принцеса Саксен-Веймарська з Ернестинської лінії Веттінів, донька герцога Саксен-Веймару Вільгельма та принцеси Ангальт-Дессауської Елеонори Доротеї, дружина герцога Саксен-Цайцу Моріца.

## Біографія
Народилась 14 жовтня 1641 року у Веймарі. Була найменшою, дев'ятою, дитиною та другою донькою в родині герцога Саксен-Веймару Вільгельма та його дружини Елеонори Доротеї Ангальт-Дессауської. Своє ім'я отримала на честь бабусі з батьківського боку. Мала старшу сестру Вільгельміну Елеонору й братів Йоганна Ернста, Адольфа Вільгельма, Йоганна Георга, Бернгарда та Фрідріха. Інші діти померли в ранньому віці до її народження.

Мешкало сімейство у Веймарі. Шлюб батьків був щасливим, хоча вони й сповідували різну релігію.

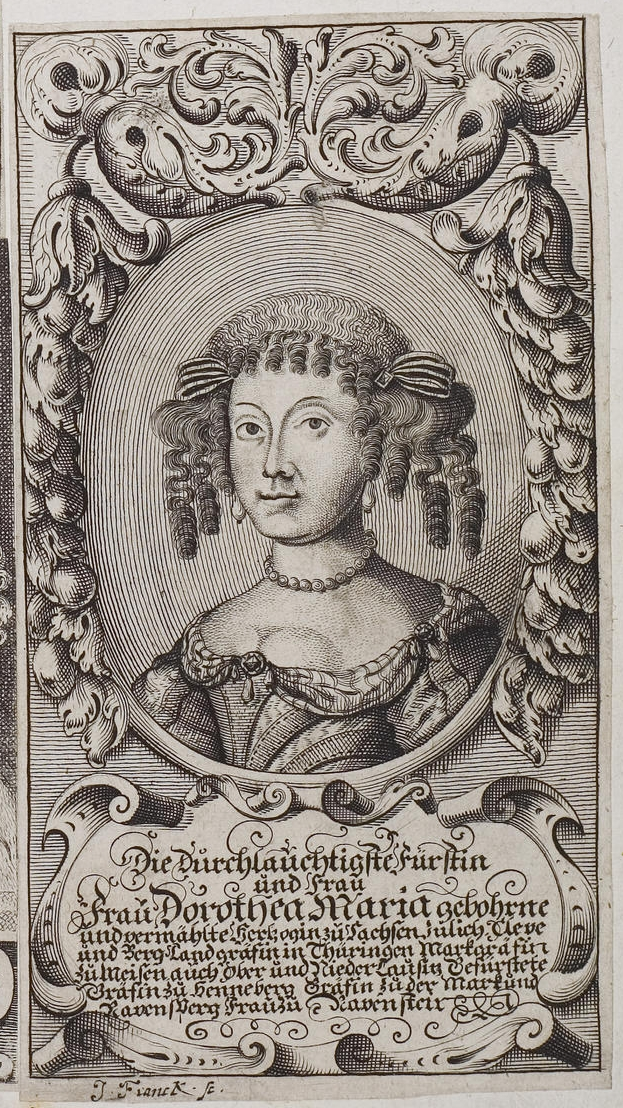
Доротея Марія на гравюрі

Доротея Марія була видана заміж у 14-річному віці, першою зі своїх сиблінгів. Її чоловіком став удовий 37-річний саксонський принц Моріц, молодший син правлячого курфюрста Саксонії Йоганна Георга I. Весілля пройшло 3 липня 1656 у Веймарі.
Три місяці потому свекор Доротеї Марії пішов з життя. У квітні 1657 року Моріц із братами Августом і Крістіаном поділили належні їм землі на три частини. Моріц, який ще від 1653 року займав посаду адміністратора Наумбурзького абатства, додав до своїх володінь Таутенбурзький регіон, альбертинську частину графства Геннеберг й амти районів Нойштадт і Фогтланд, створивши таким чином герцогство Саксен-Цайц.
Міський палац в Наумбурзі не здавався йому підходящою резиденцією, й Моріц вирішив побудувати в Цайці новий замок у стилі бароко, якому дав назву Моріцбург-на-Ельстері. Головним архітектором він узяв Моріца Рихтера, який перебував на службі при веймарському дворі. Будівництво тривало десять років. Першу дитину Доротея Марія, якій ледве виповнилося 17 років, народила у Веймарі, але спадкоємець з'явився на світ вже у Моріцбурзі, оскільки родина переїхала туди у 1663 році, як тільки було завершенно південне крило замку. Всього у подружжя було десятеро дітей
Герцозьке подружжя вважало головним завданням відновлення інфраструктури та початок економічного підйому у князівстві після руйнувань, завданих Тридцятилітньої війною. Між іншим, вони займалися реконструкцією монастирської школи в Цайці.
Доротея Марія пішла з життя пологами найменшої доньки 11 червня 1675 року. Дитина також невдовзі померла. Були похована у крипті каплиці замку Моріцбург, яка нині є Цайцьким собором.
Після року трауру її удівець узяв третій шлюб.

## Родина
Чоловік  — Моріц Саксонський
Діти:

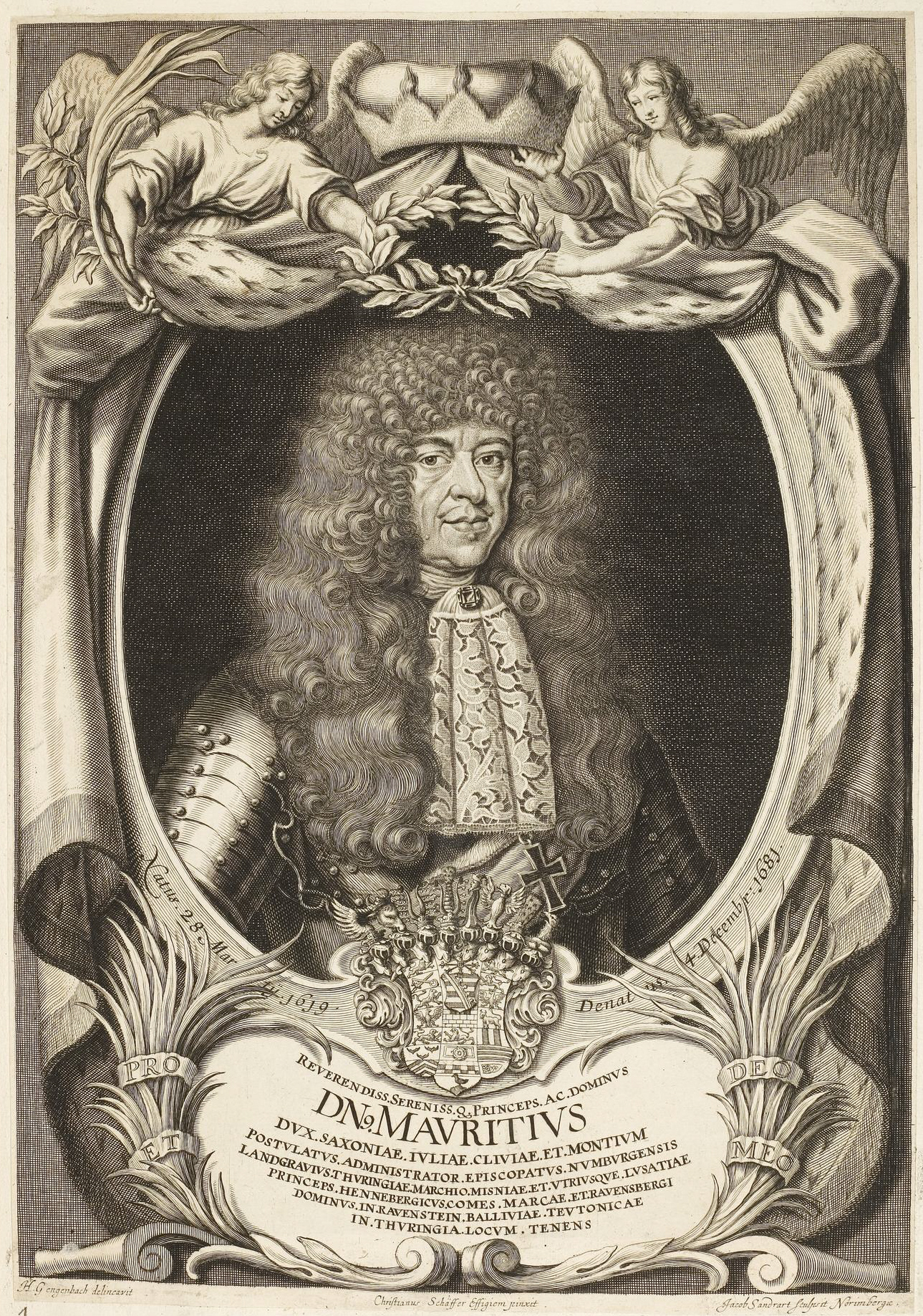
Моріц Саксонський на гравюрі

- Елеонора Магдалена (1658—1661) — прожила 2 роки;
- Вільгельміна Елеонора (нар. та пом. 1659) — померла немовлям;
- Ердмута Доротея (1661—1720) — дружина герцога Саксен-Мерзебургу Крістіана II, мала семеро дітей;
- Моріц Вільгельм (1664—1718) — герцог Саксен-Цайцу у 1681—1718 роках, був одруженим із Марією Амалією Бранденбург-Шведтською, мав п'ятеро дітей;
- Йоганн Георг (1665—1666) — прожив 1 рік;
- Крістіан Август (1666—1725) — кардинал, примас Угорщини, одруженим не був, дітей не мав;
- Фрідріх Генріх (1668—1713) — герцог Саксен-Цайц-Пеґау-Нойштадту у 1699—1713 роках, був двічі одруженим, мав сина та доньку, які не залишили нащадків;
- Марія Софія (1670—1671) — прожила 7 місяців;
- Магдалена Сибілла (7 квітня—20 серпня 1672) — прожила 4 місяці;
- Вільгельміна Софія (нар. та пом. 1675) — померла немовлям.